# Vietorogas abditivus
Vietorogas abditivus är en stekelart som beskrevs av Long och Van Achterberg 2008. Vietorogas abditivus ingår i släktet Vietorogas och familjen bracksteklar. Inga underarter finns listade i Catalogue of Life.